# 小行星4873
小行星4873（4873 Fukaya）是一颗绕太阳运转的小行星，为主小行星带小行星。该小行星于1990年3月4日发现。

## 轨道参数
小行星4873的轨道半长轴为3.0241287 UA，离心率为0.095。